# سامانتا مورتون
سامانتا مورتون (به انگلیسی: Samantha Morton) (زاده ۱۳ مه ۱۹۷۷) بازیگر انگلیسی است. از فیلم‌های او می‌توان به الیزابت: دوران طلایی، جانوران شگفت‌انگیز و زیستگاه آن‌ها، رذل و دوست‌داشتنی و رمزگشایی آنی پارکر، جن‌زده، اما و نجات سینما کرد.
او در نیم فصل دوم فصل نهم سریال واکینگ دد به عنوان رهبر گروه نجوا کنندگان یا ویسپرها حضور دارد. مورتون تاکنون دوبار نامزد جایزه اسکار بازیگری شده است
.